# Gracy Singh
Gracy Singh (Delhi, 20 luglio 1980) è un'attrice indiana.
Ha recitato in numerosi film, sia in hindi che in telugu.
Deve la sua fama all'interpretazione di Gauri in Lagaan, uno dei maggiori successi internazionali di Bollywood.
Per questa pellicola ha ricevuto una nomination come Miglior Attrice Debuttante ai Filmfare Awards, poi vinta da Bipasha Basu.

## Filmografia parziale
- Taal (1999)
- Lagaan (2001)
- Santosham (2002)
- Armaan (2003)